# Diadiplosis vaupedis
Diadiplosis vaupedis är en tvåvingeart som först beskrevs av Harris 1968.  Diadiplosis vaupedis ingår i släktet Diadiplosis och familjen gallmyggor.
Artens utbredningsområde är Colombia. Inga underarter finns listade i Catalogue of Life.